# Kanada na Zimowych Igrzyskach Paraolimpijskich 1992
Kanadę na Zimowych igrzyskach Paraolimpijskich w 1992 roku reprezentowało 19 zawodników (14 mężczyzn i 5 kobiet) w 2 dyscyplinach. Zdobyli łącznie 12 medali (w tym 2 złote), plasując swoją reprezentację na 9. miejscu w klasyfikacji medalowej.
Był to 5. występ tego kraju na zimowych igrzyskach paraolimpijskich.

## Medaliści

### Złote medale
| Zawodnik      | Dyscyplina            | Konkurencja                    |
| ------------- | --------------------- | ------------------------------ |
| Jeff Dickson  | Narciarstwo alpejskie | Slalom mężczyzn (LW1,3,5/7,9)  |
| Caroline Viau | Narciarstwo alpejskie | Supergigant kobiet (LW5/7,6/8) |

### Srebrne medale
| Zawodnik      | Dyscyplina            | Konkurencja                      |
| ------------- | --------------------- | -------------------------------- |
| Sandra Lynes  | Narciarstwo alpejskie | Zjazd kobiet (LW5/7,6/8)         |
| Sandra Lynes  | Narciarstwo alpejskie | Slalom Gigant kobiet (LW5/7,6/8) |
| Lana Spreeman | Narciarstwo alpejskie | Supergigant kobiet (LW3,4,9)     |
| Lana Spreeman | Narciarstwo alpejskie | Slalom kobiet (LW3,4,9)          |

### Brązowe medale
| Zawodnik      | Dyscyplina            | Konkurencja                        |
| ------------- | --------------------- | ---------------------------------- |
| Jeff Dickson  | Narciarstwo alpejskie | Zjazd mężczyzn (LW1,3,5/7,9)       |
| Jeff Dickson  | Narciarstwo alpejskie | Supergigant mężczyzn (LW1,3,5/7,9) |
| Lana Spreeman | Narciarstwo alpejskie | Zjazd kobiet (LW3,4,9)             |
| Lana Spreeman | Narciarstwo alpejskie | Slalom Gigant kobiet (LW3,4,9)     |
| Caroline Viau | Narciarstwo alpejskie | Zjazd kobiet (LW5/7,6/8)           |
| Caroline Viau | Narciarstwo alpejskie | Slalom Gigant kobiet (LW5/7,6/8)   |

## Wyniki zawodników

### Biegi narciarskie
Objaśnienie kategorii:
- LW2 – osoby stojące; po amputacji kończyny dolnej powyżej kolana
- LW4 – osoby stojące; po amputacji kończyny dolnej poniżej kolana
- LW10 – osoby siedzące; paraliż z częściowym lub całkowitym brakiem równowagi w siedzeniu
- LW11 – osoby siedzące; paraliż z dobrze funkcjonującą równowagą w siedzeniu
- B1 – osoby niewidome
- B3 – osoby z funkcjonującym wzrokiem poniżej poziomu 10%

#### Osoby stojące

##### Mężczyźni
| Zawodnik     | Konkurencja           | Czas      | Pozycja | Źródło |
| ------------ | --------------------- | --------- | ------- | ------ |
| Joe Harrison | Bieg na 5 km (LW2,4)  | 17:21.8   | 10.     | [ 3 ]  |
| Joe Harrison | Bieg na 20 km (LW2,4) | 1:11:04.5 | 10.     | [ 4 ]  |

#### Osoby siedzące

##### Kobiety
| Zawodnik          | Konkurencja              | Czas    | Pozycja | Źródło |
| ----------------- | ------------------------ | ------- | ------- | ------ |
| Colette Bourgonje | Bieg na 2,5 km (LW10-11) | 13:23.5 | 6.      | [ 5 ]  |
| Colette Bourgonje | Bieg na 5 km (LW10-11)   | 21:54.9 | 6.      | [ 6 ]  |

#### Osoby niewidome

##### Mężczyźni
| Zawodnik     | Konkurencja        | Czas      | Pozycja | Źródło |
| ------------ | ------------------ | --------- | ------- | ------ |
| Kris Dittman | Bieg na 10 km (B1) | 44:52.1   | 13.     | [ 7 ]  |
| Kris Dittman | Bieg na 30 km (B1) | 2:08:25.7 | 12.     | [ 8 ]  |
| Patrick Page | Bieg na 10 km (B3) | 37:56.3   | 16.     | [ 9 ]  |
| Patrick Page | Bieg na 30 km (B3) | 1:49:47.5 | 14.     | [ 10 ] |

### Narciarstwo alpejskie
Objaśnienie kategorii:
- LW1 – osoby stojące; po amputacji obu kończyn dolnych powyżej kolana lub z osłabieniem siły mięśniowej
- LW2 – osoby stojące; po amputacji kończyny dolnej powyżej kolana
- LW3 – osoby stojące; po amputacji obu kończyn dolnych poniżej kolana, z łagodnym porażeniem mózgowym lub po częściowej amputacji
- LW4 – osoby stojące; po amputacji kończyny dolnej poniżej kolana
- LW5/7 – osoby stojące; po amputacji obu kończyn górnych
- LW6/8 – osoby stojące; po amputacji kończyny górnej
- LW9 – osoby stojące; po częściowej lub całkowitej amputacji jednej kończyny górnej i jednej dolnej
- B2 – osoby z funkcjonującym wzrokiem na poziomie 3-5%
- B3 – osoby z funkcjonującym wzrokiem poniżej poziomu 10%

#### Osoby stojące

##### Mężczyźni
| Zawodnik            | Konkurencja                 | Czas    | Pozycja | Źródło |
| ------------------- | --------------------------- | ------- | ------- | ------ |
| Richard Boily       | Slalom (LW2)                | DNF     | DNF     | [ 11 ] |
| Philip Chew         | Slalom (LW2)                | DNF     | DNF     | [ 11 ] |
| Scott Connery       | Slalom (LW4)                | DNF     | DNF     | [ 12 ] |
| Randy Reinhart      | Slalom (LW4)                | DQ      | DQ      | [ 12 ] |
| Danny Letain        | Slalom (LW6/8)              | 1:22.55 | 7.      | [ 13 ] |
| Bill Harriott       | Slalom (LW6/8)              | DQ      | DQ      | [ 13 ] |
| Jeff Dickson        | Slalom (LW1,3,5/7,9)        | 1:20.98 | złoto   | [ 14 ] |
| Jason Beaman        | Slalom (LW1,3,5/7,9)        | 1:26.93 | 4.      | [ 14 ] |
| Philip Chew         | Slalom Gigant (LW2)         | 2:30.34 | 5.      | [ 15 ] |
| Richard Boily       | Slalom Gigant (LW2)         | 2:43.79 | 10.     | [ 15 ] |
| Scott Connery       | Slalom Gigant (LW4)         | 2:33.86 | 8.      | [ 16 ] |
| Randy Reinhart      | Slalom Gigant (LW4)         | DNF     | DNF     | [ 16 ] |
| Danny Letain        | Slalom Gigant (LW6/8)       | 2:22.02 | 4.      | [ 17 ] |
| Bill Harriott       | Slalom Gigant (LW6/8)       | DNF     | DNF     | [ 17 ] |
| Jeff Dickson        | Slalom Gigant (LW1,3,5/7,9) | DNF     | DNF     | [ 18 ] |
| Jason Beaman        | Slalom Gigant (LW1,3,5/7,9) | DQ      | DQ      | [ 18 ] |
| Philip Chew         | Supergigant (LW2)           | 1:29.44 | 6.      | [ 19 ] |
| Randy Reinhart      | Supergigant (LW4)           | 1:27.16 | 10.     | [ 20 ] |
| Danny Letain        | Supergigant (LW6/8)         | 1:21.20 | 6.      | [ 21 ] |
| Stephen Robert Nagy | Supergigant (LW6/8)         | 1:24.19 | 10.     | [ 21 ] |
| Jeff Dickson        | Supergigant (LW1,3,5/7,9)   | 1:24.44 | brąz    | [ 22 ] |
| Jason Beaman        | Supergigant (LW1,3,5/7,9)   | 1:31.38 | 10.     | [ 22 ] |
| Philip Chew         | Zjazd (LW2)                 | 1:15.99 | 5.      | [ 23 ] |
| Richard Boily       | Zjazd (LW2)                 | 1:20.87 | 12.     | [ 23 ] |
| Scott Connery       | Zjazd (LW4)                 | 1:15.27 | 7.      | [ 24 ] |
| Randy Reinhart      | Zjazd (LW4)                 | DNF     | DNF     | [ 24 ] |
| Bill Harriott       | Zjazd (LW6/8)               | 1:09.91 | 5.      | [ 25 ] |
| Stephen Robert Nagy | Zjazd (LW6/8)               | DNF     | DNF     | [ 25 ] |
| Jeff Dickson        | Zjazd (LW1,3,5/7,9)         | 1:13.29 | brąz    | [ 26 ] |
| Jason Beaman        | Zjazd (LW1,3,5/7,9)         | 1:18.77 | 10.     | [ 26 ] |

##### Kobiety
| Zawodnik        | Konkurencja               | Czas    | Pozycja | Wynik  |
| --------------- | ------------------------- | ------- | ------- | ------ |
| Sandra Lynes    | Slalom (LW5/7,6/8)        | 1:27.22 | 4.      | [ 27 ] |
| Caroline Viau   | Slalom (LW5/7,6/8)        | 1:42.29 | 7.      | [ 27 ] |
| Lana Spreeman   | Slalom (LW3,4,9)          | 1:30.38 | srebro  | [ 28 ] |
| Tricia Gregoras | Slalom Gigant (LW2)       | DNF     | DNF     | [ 29 ] |
| Sandra Lynes    | Slalom Gigant (LW5/7,6/8) | 2:17.93 | srebro  | [ 30 ] |
| Caroline Viau   | Slalom Gigant (LW5/7,6/8) | 2:20.28 | brąz    | [ 30 ] |
| Lana Spreeman   | Slalom Gigant (LW3,4,9)   | 2:23.20 | brąz    | [ 31 ] |
| Caroline Viau   | Supergigant (LW5/7,6/8)   | 1:17.70 | złoto   | [ 32 ] |
| Sandra Lynes    | Supergigant (LW5/7,6/8)   | DNF     | DNF     | [ 32 ] |
| Lana Spreeman   | Supergigant (LW3,4,9)     | 1:19.63 | srebro  | [ 33 ] |
| Tricia Gregoras | Zjazd (LW2)               | DNS     | DNS     | [ 34 ] |
| Sandra Lynes    | Zjazd (LW5/7,6/8)         | 1:12.71 | srebro  | [ 35 ] |
| Caroline Viau   | Zjazd (LW5/7,6/8)         | 1:14.42 | brąz    | [ 35 ] |
| Lana Spreeman   | Zjazd (LW3,4,9)           | 1:15.30 | brąz    | [ 36 ] |

#### Mężczyźni
| Zawodnik    | Konkurencja        | Czas    | Pozycja | Źródło |
| ----------- | ------------------ | ------- | ------- | ------ |
| Glenn Baron | Slalom Gigant (B2) | DNF     | DNF     | [ 37 ] |
| Glenn Baron | Supergigant (B2)   | 1:55.90 | 9.      | [ 38 ] |
| Uli Rompel  | Slalom Gigant (B3) | DNS     | DNS     | [ 39 ] |